# Szekrényessy Árpád
Székelyhídi Szekrényessy Árpád (Budapest, 1849. január 25. – Borsod (ma Edelény része), 1917. április 12. ) magyar földbirtokos, mecénás, minisztériumi tanácsos, a Vaskorona-rend lovagja, az edelényi múzeum névadója.

## Élete
Atyja székelyhídi Szekrényessy József Széchenyi István bizalmas munkatársa, újpesti földbirtokos, anyja zadjeli Slachta Etelka írónő, az első női országgyűlési képviselőnő, Slachta Margit nagynénje. Nősülése folytán 1875-től élt Borsod faluban fekvő birtokán. Felesége losonczi Lossonczy Albia (1854-1906) Borsod vármegye híres reformkori követének, Ragályi Tamásnak unokája. 
Mint a Földművelődési Minisztérium delegáltja évtizedeken át sokat tett egész Borsod megye anyagi, gazdasági fejlődéséért. Előmozdítója és egyik alapítója volt a Bódva-völgyi vasútnak. 1896-tól sokat tett a híres Borsod megyei ménes nemzetközi hírének megteremtéséért. Meghatározó részt vállalt a megyei földek korszerű művelésének előmozdításáért. Éveken át küzdött a megyei szőlőtelepek, különösen is Edelény és Borsod szőlőkultúráinak fejlesztéséért. Nagy tekintélynek örvendő tagja volt a megyei gazdasági életet irányító Borsod megye törvényhatósági és közigazgatási bizottságának. Rendszeresen jelentek meg Borsod falut illetve a megyét népszerűsítő és országos visszhangot kiváltó gazdasági, kulturális cikkei. 1883-tól a helyi református egyház presbitere, majd 1889 őszétől főgondnoka, valamint a felsőborsodi református egyházmegye tanácsbírája lett.  
A borsodi református iskola egyik alapítója és támogatója volt, adományai révén jutott fizetéshez mind a tanító, mind pedig a mindenkori lelkész. 1907-ben saját költségén a borsodi református templom számára a nemzetközi hírű Angster céggel szép neogótikus orgonát készíttetett. 1909-ben Ferenc József királytól az ausztriai császári Vaskorona-rend kitüntetését nyerte adományul. 
A borsodi földvár tudományos feltárásának egyik nagy patrónusa és a helyi kulturális élet támogatója volt. Szekrényessy Árpád remek kultúrérzékkel fejlesztette fel birtokközpontjában álló tízszobás Bódva parti kúriáját, melynek ötholdas parkját Miskolc főkertészének bevonásával alakította ki. Az épület falai között a Szekrényessy család több évszázados levéltári anyaga mellett külön családi könyvtár is létezett, mely a magyar ősnyomtatványok mellett a reformkor nagyjainak dedikált munkáit is őrizte. A kötetek utóbb dr. Császár Elemér akadémikus, valamint az Erdélyi Múzeum könyvtárába kerültek. 
Szekrényessy Árpád 1917. április 12-én hunyt el Borsodon. Nagy pompával temették el az ottani Szekrényessy sírkertben, mely ma mint védett nemesi sírkert szerepel a helyi térképeken. Az 1948 után TSZ-központtá alakított és tönkretett épületet Edelény város képviselő testülete 2003-ban védetté nyilvánította, és megmentését, kulturális célokra történő hasznosítását határozta el. 2007-ben a Szekrényessy-kúráival szemközt lévő tájház és múzeum Szekrényessy Árpád Múzeum és Borsodi Tájház elnevezést vette fel, emléket állítva Szekrényessy Árpád kiemelkedő életútjának. Bátyja volt Szekrényessy Kálmán, az első magyar úszó, első Balaton-átúszó.